# Betania, Tabasco
Betania är en ort i Mexiko.   Den ligger i kommunen Comalcalco och delstaten Tabasco, i den sydöstra delen av landet, 600 km öster om huvudstaden Mexico City. Betania ligger 12 meter över havet och antalet invånare är 1 125.
Terrängen runt Betania är mycket platt. Runt Betania är det ganska tätbefolkat, med 179 invånare per kvadratkilometer. Närmaste större samhälle är Comalcalco, 10,4 km öster om Betania. Trakten runt Betania består till största delen av jordbruksmark.